# 아이모
《아이모: The World of Magic》은 컴투스가 개발한 모바일 폰용 대규모 다중 사용자 온라인 롤플레잉 게임이다. 2006년에 피쳐폰용으로 출시된 이후, 2010년 4월에 애플 앱 스토어에, 2011년 11월 22일에 구글 안드로이드 마켓(현 구글 플레이)에 출시되었다.